# Aleksandar Davidov
Aleksandar Davidov, cyr. Aлeкcaндap Дaвидoв (ur. 7 października 1983 w Nowym Sadzie) – serbski piłkarz występujący na pozycji pomocnika. Od 2017 roku zawodnik TSC Bačka Topola.